# یواس‌اس ال‌اس‌تی-۹۹۶
یواس‌اس ال‌اس‌تی-۹۹۶ (به انگلیسی: USS LST-996) یک کشتی بود که طول آن ۳۲۸ فوت (۱۰۰ متر) بود. این کشتی در سال ۱۹۴۴ ساخته شد.